# Presentes (álbum)
Presentes es el segundo álbum oficial de la banda chilena De Kiruza, lanzado en 1991 por el sello discográfico Alerce.
El disco contiene una versión de la famosa canción «Te recuerdo Amanda» del cantautor chileno Víctor Jara.

## Lista de canciones
| Presentes |                                                  |                                            |          |  |
| N.º       | Título                                           | Escritor(es)                               | Duración |  |
| 1.        | «Anuncio del meneo (intro)/Caramelo»             | Mario Rojas                                | 6:20     |  |
| 2.        | «Quiero besar»                                   | Mario Rojas, José Luis Araya, Pedro Foncea | 6:25     |  |
| 3.        | «Cambiará»                                       | Rojas, Araya                               | 4:05     |  |
| 4.        | «Un túnel...»                                    | Foncea                                     | 5:35     |  |
| 5.        | «Hay una hora de la tarde»                       | Foncea, Cabezas, Vivanco                   | 4:30     |  |
| 6.        | «Rosita»                                         | Rojas, Araya                               | 3:34     |  |
| 7.        | «Te recuerdo Amanda»                             | Víctor Jara                                | 4:00     |  |
| 8.        | «El patrón (400 años de mentiras)/Fin del meneo» | Foncea                                     | 7:30     |  |

## Músicos

### De Kiruza
- Pedro Foncea: Voz, percusión, teclados y coros
- Javiera Parra: Coros
- Rudy Wiedmayer: Piano, teclados y sintetizador
- Yamal Eltit: Guitarras
- Juan Codech: Batería
- Igor Saavedra: Bajo eléctrico
- Rodrigo Vázquez: Percusión afrolatina
- Felipe Frigerio: Teclados
- Alonso Cabezas: Programaciones
- Cote Foncea: Programación de baterías

### Músicos invitados
- Panteras Negras: Voces y efectos
- Lalo Meneses: Voces en "El Patrón"
- Marcos Aldana: Saxo tenor en "El Patrón"
- Héctor "Parquímetro" Briceño: Trombón
- Gustavo Bosch: Trompeta en " Quiero Besar " [3]